# Покровское (Заокский район)
Покровское — село в сельском поселении Малаховское Заокского района Тульской области.
Ранее находилось в Алексинском уезде Тульской губернии.
Этимология названия села связана с построением в XVIII веке деревянного храма в честь Покрова Пресвятой Богородицы, год постройки и упразднения которого не известны.

## География
Расположено вблизи речки Скнига, на расстоянии: 8 км от центрального посёлка Заокский и железнодорожной станцией Тарусская, 63 км от Тулы, 43 от Алексина, 111 км от Москвы.
Расстояние до аэропортов: 70 км Тулы, 76 от Домодедово, 78 от Калуги.

## История
Второй, каменный храм в честь Покрова Пресвятой Богородицы устроен в 1800 году на средства местного помещика капитана Колтовского Фёдора Дмитриевича. В 1829 году на средства помещика сельца Рогово — князя Несвицкого Ивана Николаевича, на втором этаже, устроенным над трапезной, сделан новый, тёплый придел в честь Иоанна Милостивого. В церкви имелась Месточтимая икона Покрова Пресвятой Богородицы.
В состав прихода, кроме села, находились деревни: Нижняя и Средняя Городня, Рогово, Федино, Якшино и Азаровка. В приходе в 1895 году числилось 510 человек мужского пола и 520 женского. В штате церкви числились священник и псаломщик. Имелось 36 десятин церковной земли. С 1889 года при церкви работала школа грамоты.
В настоящее время церковь утрачена.
В 1870-х в саду села Покровское имелся большой величины курган, который был разрыт и в нём были найден клад: большие серебряные сосуды с медными монетами, два клыка мамонта (или слона).